# Cordell Cato
Cordell Cato (ur. 15 lipca 1992 w Carenage) – piłkarz z Trynidadu i Tobago grający na pozycji prawego pomocnika. Od 2019 jest zawodnikiem klubu OKC Energy FC.

## Kariera klubowa
Swoją karierę piłkarską Cato rozpoczął w klubie Defence Force. W 2009 roku został piłkarzem San Juan Jabloteh i wtedy też zadebiutował w jego barwach w TT Pro League. W debiutanckim sezonie wywalczył z nim wicemistrzostwo Trynidadu i Tobago. Z kolei w sezonie 2010/2011 zdobył Puchar Trynidadu i Tobago. W 2011 roku wrócił do Defence Force, w którym spędził sezon.
W 2012 roku Cato podpisał kontrakt z klubem Major League Soccer, Seattle Sounders FC. Swój debiut w nim zaliczył 10 maja 2012 w wygranym 2:0 wyjazdowym meczu z FC Dallas. Wraz ze Seattle Sounders awansował do finału US Open Cup.
W 2013 roku Cato przeszedł do San Jose Earthquakes. W drużynie tej zadebiutował 4 marca 2013 w przegranym 0:2 domowym meczu z Real Salt Lake. Z kolei 28 kwietnia 2013 w wyjazdowym meczu z Chivas USA (2:2) strzelił swojego premierowego gola w Major League Soccer.
| Sezon   | Klub                 | Kraj              | Rozgrywki     | Mecze | Gole |
| ------- | -------------------- | ----------------- | ------------- | ----- | ---- |
| 2009/10 | San Juan Jabloteh    | Trynidad i Tobago | TT Pro League | ?     | ?    |
| 2010/11 | San Juan Jabloteh    | Trynidad i Tobago | TT Pro League | ?     | ?    |
| 2011/12 | Defence Force        | Trynidad i Tobago | TT Pro League | ?     | ?    |
| 2012    | Seattle Sounders FC  | Stany Zjednoczone | MLS           | 8     | 0    |
| 2013    | San Jose Earthquakes | Stany Zjednoczone | MLS           | 20    | 1    |
| 2014    | San Jose Earthquakes | Stany Zjednoczone | MLS           | 27    | 3    |
| 2015    | San Jose Earthquakes | Stany Zjednoczone | MLS           |       |      |

## Kariera reprezentacyjna
W reprezentacji Trynidadu i Tobago Cato zadebiutował 8 października 2014 roku w wygranym 6:1 meczu eliminacji do Złotego Pucharu CONCACAF 2015 z Dominikaną. W 2015 roku został powołany do kadry Trynidadu i Tobago na ten turniej. Zagrał na nim czterokrotnie: z Gwatemalą (3:1), z Kubą (2:0), z Meksykiem (4:4) i w ćwierćfinale z Panamą (1:1, k. 5:6).